# 死亡遊戯
『死亡遊戯』（しぼうゆうぎ、原題：死亡遊戲、英題：Game of Death）は、1978年公開の香港映画。ブルース・リー主演。ゴールデン・ハーベスト（香港）作品。劇場公開された際の邦題は『ブルース・リー 死亡遊戯』。
ブルース・リーが1972年秋にクライマックスのアクション・シーンのみを撮影後中断、急逝により未完となった。五年の紆余曲折の後『燃えよドラゴン』の監督ロバート・クローズとサモ・ハン・キンポーを起用し、ハリウッドのキャストで脇を固め、リーの代役にユン・ワーやユン・ピョウを使って追加撮影して完成させた作品。日本ではヒットしたが、世界的にはそれほどのヒットにはならなかった。

## ストーリー
ドクター・ランド（ディーン・ジャガー）率いる巨大国際シンジケート組織は有能なスポーツ選手や俳優などを終身契約にし暴利をあげていた。
ドクター・ランドは、世界的なアクション映画スター、ビリー・ロー（ブルース・リー）と、彼の恋人であり歌手でもあるアン・モリス（コリーン・キャンプ）に終身契約を迫る。ビリーは『ドラゴンへの道』撮影中に天井から照明が落下してくるなどの脅しを受けるが、かたくなに契約を拒否する。
しびれを切らしたランドはビリーの暗殺を命じ、『ドラゴン怒りの鉄拳』のラストシーンの撮影中にスタッフのモデルガンが実銃に変えられ、ビリーに弾が命中してしまう。ビリーの葬儀が盛大にとりおこなわれたが、実はビリーは一命を取りとめ自分を死んだことにし、ランドへの復讐の機会を窺っていたのである。
そんな折、マカオで世界空手大会が開催され、ランドは子飼いの空手チャンピオンを派遣して優勝させる。試合後、ビリーは老人に変装してロッカールームに忍び込み、チャンピオンを倒す。ランドはビリーの死に疑問を抱き始め、ビリーの墓を掘り返すが、埋葬されていたのは人形であった。ビリーが死んでいないことを知ったシンジケートはアンを誘拐し、ビリーはランドの本拠である五重の塔に乗り込むが、各階には武術の達人たちが待ち受けていた。ビリーは2階でフィリピン人とヌンチャクで勝負し、3階では合気道の達人に挑戦し、4階では身長２メートルを超えるアメリカ人格闘家と決闘する。各層を突破したビリーは、ドクター・ランド打倒に成功するのだった。

## 出演
| 役名             | 俳優 | 日本語吹替   |
| 役名             | 俳優 | 日本テレビ版 |
| ---------------- | --- | ------------ |
| ビリー・ロー     | ブルース・リー ユン・ワー（スタント役） ユン・ピョウ（スタント役） タン・ロン（スタント役） アルバート・シャム（会話シーンのスタンドイン） | 津嘉山正種   |
| アン・モリス     | コリーン・キャンプ | 土井美加     |
| ジム・マーシャル | ギグ・ヤング | 宮川洋一     |
| ドクター・ランド | ディーン・ジャガー | 大木民夫     |
| スタイナー       | ヒュー・オブライエン | 森山周一郎   |
| カール・ミラー   | ボブ・ウォール | 仲木隆司     |
| スティック       | メル・ノヴァク | 筈見純       |
| ハキム           | カリーム・アブドゥル＝ジャバー | 田中崇       |
| パスカル         | ダニー・イノサント | 寺田誠       |
| チャーリー       | ジェームス・ティエン | 石森達幸     |
| 合気道の達人     | 池漢載 | －           |
| カールの試合相手 | サモ・ハン・キンポー | －           |
| ヘンリー・ロー   | ロイ・チャオ | 藤本譲       |

- 日本テレビ版：1981年4月1日『水曜ロードショー』※パラマウントから発売のエクストリーム・エディション版BDに収録。

## スタッフ
- プロデューサー：レイモンド・チョウ
- 監督：ロバート・クローズ
- 音楽：ジョン・バリー
- 武術指導：サモ・ハン・キンポー
- 国際版歌曲：「Will This Be The Song I'll Be Singing Tomorrow」 作詞曲 - ジョン・バリー、歌 - コリーン・キャンプ
- 香港版主題歌：「死亡遊戯」 作詞 - 黃霑、作曲・編曲 - 顧嘉煇、歌 - ロマン・タム（羅文）
- 英語版のセリフ及び「怪鳥音」はアメリカ人のクリストファー・ケントが担当している。

### 日本語版
- 日本語字幕：清水俊二（劇場公開版）

- 演出：長野武二郎
- 翻訳：大野隆一
- 担当：安田孝夫
- 制作：ニュージャパンフィルム
- 解説：水野晴郎

## 製作
ブルース・リーの死後、この未完映画は『死亡遊戯』というタイトルで知られていたが、リー生存中の撮影時のタイトルは『死亡的遊戯』(The Game of Death) であった。1990年代に公開されたリー本人の原案ノートでもタイトルは『死亡的遊戯』となっており、それ以前、1978年公開時の『死亡遊戯』劇場用パンフレットにも、リー自身が「死亡的遊戯」と書いたカチンコを持っている写真がある（のちこの写真はしばらく「死亡的遊戯」の文字が消されたものが流布していた
）。未使用フィルムをもとに2000年に制作された大串利一監督の映画は『死亡的遊戯』のタイトルを使っている（正確なフルタイトルは『Bruce Lee in G.O.D 死亡的遊戯』）。よって、完成映画作品としては1978年のクローズ監督版が『死亡遊戯』、2000年の大串監督版が『死亡的遊戯』となっている。
リー本人による撮影フィルムはおよそ100分程度であったと推定され、そのうち90分以上が現存している。O.K.テイクのみで35-40分程度になる。内容は、原案の設定となる五重塔内シーンがほぼすべてで、そのほかは数カットの野外シーンがあるのみであった。本人による塔内クライマックスシーンは、リーとともにジェームス・ティエンとチェン・ユアン（解元）の3人の共演で撮影されたものであった。しかしこの2名が5年後の制作再開時に参加不可能となっていたため、同じ展開をリー単独で行ったかのように編集処理されて使われた。またそのため一本の作品としては、致命的にフィルムが不足しているにもかかわらず、オリジナルフィルムのO.K.テイクの2/3以上がカットされる結果となった。

### 原案
「塔を登って行き、各階に待ち構える格闘家と対戦する」という漠然としたアイデアを元に撮影を始め、並行して台本の執筆も行っていたと言われる。『燃えよドラゴン』撮影終了直後に最終的な台本が完成したとされるがその台本の所在は明らかにされていない。

### 脚本
主役の登場人物ビリー・ローを映画スターに設定することによって、ブルース・リーの過去の映画のシーンを流用しながらストーリーを進めている。例えばビリー・ローが銃撃されるシーンは『ドラゴン怒りの鉄拳』のラストシーンの撮影時という設定になっている。

### 流用シーン・撮影
随所にリーの過去の映画のワンシーンからのカットが挿入されている。最後の戦闘シーン以外でのリーの顔のアップは他の映画から流用したものである。冒頭のシーンでスタイナー役のヒュー・オブライエンが鏡越しにビリー・ローを脅迫するシーンは、鏡にリーの写真を貼りつけて撮影しているが、このような編集が随所に見られる。2010年発売のBlu-ray Discで鑑賞すると、高画質のためにそのような編集をよく確認することができる。

### 配役
映画最大の見せ場である長身のハキムとの死闘。そのハキムを演じるカリーム・アブドゥル＝ジャバーはNBAのレイカーズで活躍していた名選手であるが、リーがアメリカ時代に拳法を教えていた弟子でもあり、たまたま香港に休暇の為に滞在中、リーからの出演の依頼を受けた。
棒術の達人として出演したダニー・イノサントはリーが編み出した拳法である截拳道（ジークンドー）の弟子でもあり、エスクリマをリーに教えた師匠でもある。リーの死後、截拳道の正式な継承者となった。
池漢載（チー・ハンツァイ）は韓国空手の猛者で、撮影中「倒されて絶命する」という設定に、韓国人武闘家としてのプライドゆえか猛烈な異議を唱え、結局倒されるものの絶命まではハッキリと描写されなかった。なお、池の拳法は流派としてマイナーな事もあり、映画解説本では空手やテコンドーなどとされている事が多いが、正確にはハプキドー（合氣道）の使い手である。

### 未使用のフィルム
劇中で使用されていないシーンの写真（リーが野原で大勢の相手と闘っている場面、ソックリさんと思われる俳優が『燃えよドラゴン』のリーの服装でボブ・ウォールと闘っている場面など）が幾つか存在している。野原のシーンでは、ダニー・イノサント、池漢載が闘うシーンのフィルムが現存している。

### バージョン違い
香港公開版と、日本公開版を含む国際版とは差違が多い。有名な“温室の決闘”シーンは国際版では観ることができなかった。中国語版海報（ポスター）では卡薩伐として堂々とクレジットされているカサノヴァ・ウォン扮するラウ・イーチュン（劉野川）なる刺客がビリー・ローに挑戦状をたたきつけるというものだが、後に『死亡の塔』に流用されたため、日本ではやっと日の目を見ることができた。このシーンでは、カサノヴァ・ウォンが空中で開脚しながら同時に左右の標的を蹴るという他の作品ではお馴染みのレッグ・アクションも披露する。

### 日本公開版について
本作は、日本側独自で編集した日本公開版がある。クリス・ケントの怪鳥音を、ブルース・リーが出演した作品の怪鳥音を寄せ集めたものと入れ替えた。また、池漢載が広東語で喋るシーンがある。

## ドキュメンタリー
オリジナルフィルムは長らく幻となっていたが、2000年に日本の映画会社が権利を購入し、一部再現フィルムを交えた半ドキュメンタリータッチの作品『Bruce Lee in G.O.D 死亡的遊戯』を制作・公開したほか、同様に同フィルムの権利を取得したワーナーが『ブルース・リー : ウォリアーズ・ジャーニー（Bruce Lee: A Warrior's Journey）』のタイトルでドキュメンタリー映画化している。本作と、この2本とでは、同じシーンであっても違うテイクが多用されていることがわかる。オリジナルフィルムには同一シーンの別テイクが多数存在しており、この2作では1978年完成版である『死亡遊戯』との差別化を図るため、意図的に『死亡遊戯』と異なるテイクを多数選択している。

## コミカライズ
守谷哲巳作画で週刊少年チャンピオン1978年4月15日増刊に掲載。
またゆでたまごによる本作のオマージュとして週刊少年ジャンプ1980年16号に「デスゲーム」が掲載。

## 関連作品
- ブルース・リー神話
- 死亡の塔
- Bruce Lee in G.O.D 死亡的遊戯
- 新死亡遊戯 七人のカンフー - 本作の情報をキャッチし、プロットを拝借して本作の公開前にブルース・リーのそっくりさん俳優ブルース・リィ主演で作られた1975年の香港映画。
- 武闘拳 猛虎激殺! - 東映が本作の情報をキャッチし、プロットを拝借して1976年に製作した映画。
- シティーハンター - 1993年の香港映画。日本の漫画『シティーハンター』が香港で実写化されたもの。リーの『死亡遊戯』の映像をバックにジャッキー・チェン扮する主人公・冴羽が戦うシーンがある。
- キル・ビル - 2003年の米国映画。『死亡遊戯』のトラックスーツ・デザインを流用したジャージが使用される。
- 復活 死亡遊戯 - 2003年の香港映画。石天龍（シー・テンロン、ドラゴン・セキ）主演。ストーリーは無関係。
- 阿呆遊戯 ブルース・リーを探せ! - 2007年の米国映画。『死亡遊戯』の代役探しのオーディションを記録した幻のメイキング・フィルムという設定で描くフェイクドキュメンタリー・コメディ。
- 死亡遊戯 (本): 1975年、クローズ監督の『死亡遊戯』やブルース・プロイテーションによる『死亡遊戯』シリーズが公開される以前、『死亡遊戯』というタイトルの本が日本で出版された。これは、かつての格闘技チャンピオンが姉弟を誘拐され、脅迫されて格闘家が集まる仏塔を襲撃し、貴重な遺物を回収する物語である。この本は『死亡的遊戲』の原作に基づいていると主張しており、 20年後にジョン・リトルがブルースのあらすじを発見したことで、その主張はほぼ裏付けられた。カリームがトカゲの目をしているといった細かいディテールまで正確に描かれている[5]

## 関連項目

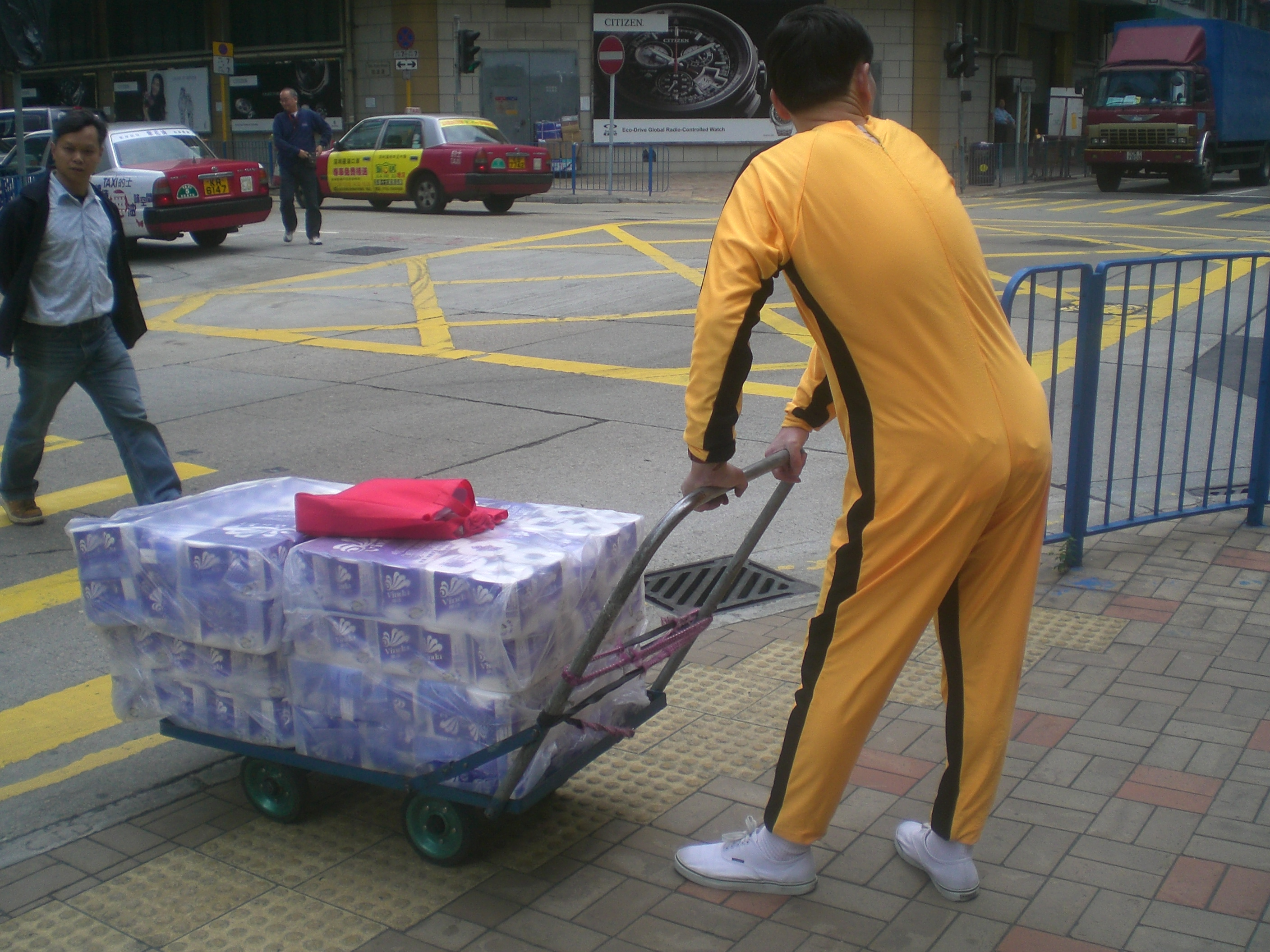
トラックスーツのレプリカ